# إلا إرونن
إلا إرونن (Ella Eronen) ممثلة فنلندية ، وأستاذة للفن و الخطابة ( ولدت في هلسنكي، 29 يناير 1900 - هلسنكي، 9 أكتوبر 1987 ) . والده هما أوغست فرنر إرونن و أماندا ماتيلدا أهلغرن. تزوجت إرونن ثلاث مرات : بر أندرسون 1919-1924 ، و النحات كارل فيلهلمس (سابقا سفنسون) 1928-1935 ، و الرسام إينو تاركونن 1937-1961. و رزقت بابنين : ليلى (مواليد 1928) وكيمو (مواليد 1938). 

## روابط خارجية
- إلا إرونن على موقع IMDb (الإنجليزية)
- إلا إرونن على موقع قاعدة بيانات الفيلم (الإنجليزية)